# Echiuridae
Famille
Les Echiuridae sont une famille de vers marins échiuriens. 

## Liste des genres
Selon World Register of Marine Species (25 novembre 2017) :
- sous-famille Echiurinae Quatrefages, 1847
  - genre Echiurus Guérin-Méneville, 1831 -- 5 espèces